# Hippolyte Fizeau

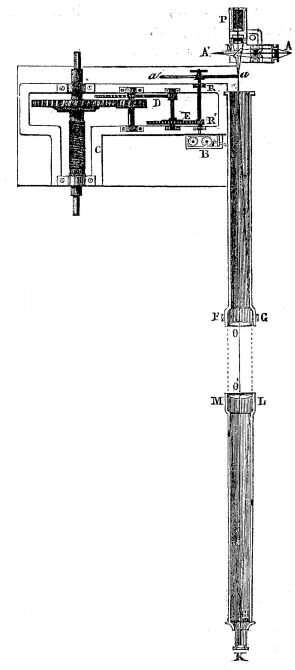

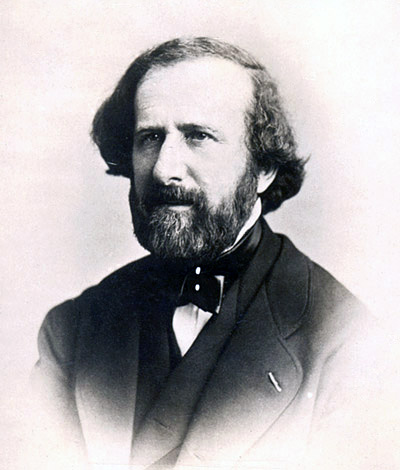
Hippolyte Fizeau

Armand Hippolyte Louis Fizeau (Parijs, 23 september 1819 - Venteuil, 18 september 1896) was een Franse natuurkundige.
Fizeau begon zijn carrière met onderzoek naar verbeteringen in het fotografisch proces. Later bestudeerde hij samen met Léon Foucault de interferentie van licht en warmte. Samen maakten zij de eerste foto van de zon. In 1848 ontdekte hij het dopplereffect bij elektromagnetische golven. Vervolgens werkte hij aan een methode om de snelheid van het licht te bepalen, waarvan hij in 1849 de resultaten publiceerde. In 1850 mat hij samen met E. Gounelle de snelheid van elektriciteit in een geleider.
In 1853 beschreef hij het gebruik van een condensator om de efficiëntie van een inductiespoel te verbeteren. Vervolgens deed hij onderzoek naar uitzetting van vaste stoffen en paste hij interferentie toe op onderzoek naar breking van licht in kristallen. Zo gebruikte hij de newtonringen om de D-lijn van natrium te splitsen.
In 1860 werd hij lid van de Académie française, en in 1878 van het Bureau des longitudes. Hij is een van de 72 Fransen wier namen in reliëf op de Eiffeltoren zijn aangebracht.
Bij de afbeelding: Het toestel waarmee Fizeau in 1849 voor het eerst een benadering van de snelheid van het licht vond. P (bovenaan) is het oculair. Het licht werd door de bovenste "kijker" naar de onderste gestuurd. Het open gedeelte staat voor de afstand tussen Suresnes en Montmartre. Het licht werd in K (onderaan) teruggekaatst en werd, na een totale afstand afgelegd te hebben van 17 266 meter, afhankelijk van de snelheid van het tandrad a'a, al dan niet waargenomen. Het tandrad met 720 tanden draaide met ongeveer 12,5 omwentelingen per seconde. Fizeau bepaalde de lichtsnelheid met een nauwkeurigheid van ongeveer 5% en kwam uit op 315 364 km/s. De halfdoorlatende spiegel die rechtsboven onder een hoek van 45 graden in het oculairgedeelte staat, is in deze afbeelding niet zo goed te zien.